# César-díj a legjobb mellékszereplő színésznek
A legjobb mellékszereplő színésznek járó César-díjat (franciául César du meilleur acteur dans un second rôle) a francia Filmművészeti és Filmtechnikai Akadémia 1976 óta ítéli oda. Átadása a „Césarok éjszakája” elnevezésű gálaünnepségen történik minden év február végén, március elején.
A megmérettetésben azon színészek vehetnek részt, akik a jelölés első körében a legjobb film kategóriában jelölt filmek egyikében játszottak.
A végső szavazásra bocsátott jelöltek száma 1984 előtt változó, 4-5 fő volt, azóta öt.

## Statisztika
Többszörösen díjazottak: 
- 3 alkalommal: Niels Arestrup
- 2 alkalommal: Jean Carmet, Jacques Dufilho

Többszörös jelöltek:
- 5 alkalommal: Jean-Hugues Anglade, Niels Arestrup, Fabrice Luchini, Guy Marchand;
- 4 alkalommal: Jean Carmet, François Cluzet, Louis Garrel, Jean-Pierre Marielle, Claude Rich, Roschdy Zem;
- 3 alkalommal: Michel Aumont, Jean Bouise, Clovis Cornillac, Jacques Dufilho, André Dussollier, Bernard Giraudeau, Laurent Lafitte, Michael Lonsdale, Bernard Le Coq, Lambert Wilson;
- 2 alkalommal: Jean-Pierre Bacri, Édouard Baer, François Berléand, Claude Brasseur, Dany Boon, Jean-Claude Brialy, Alain Chabat, Patrick Chesnais, François Civil, François Damiens, Gérard Darmon, Jamel Debbouze, Jacques Dutronc,  Maurice Garrel, Ticky Holgado, JoeyStarr, Vincent Lacoste, Gérard Lanvin, Benjamin Lavernhe, Karim Leklou, Gilles Lellouche, Vincent Macaigne, Benoît Magimel, Pio Marmaï, Eddy Mitchell, Denis Podalydès, Daniel Prévost, Antoine Reinartz, Jean-Paul Roussillon, Jean-Louis Trintignant, Jacques Villeret, Michel Vuillermoz.

## Díjazottak és jelöltek
A díjazottak vastagítással vannak kiemelve.
Az évszám a díjosztó gála évét jelzi, amikor az előző évben forgalmazásra került film elismerésben részesült.

### 1970-es évek
| Év   | Díjazottak és jelöltek |
| ---- | --- |
| 1976 | - Jean Rochefort – Kezdődjék hát az ünnep! (Que la fête commence) - Jean Bouise – A bosszú (Le vieux fusil) - Patrick Dewaere – Agyő haver! (Adieu poulet) - Victor Lanoux – Agyő haver! (Adieu poulet) |
| 1977 | - Claude Brasseur – A svihák (Le grand escogriffe) - Claude Brasseur – Sokat akar a szarka... (Un éléphant ça trompe énormément) - Jean-Claude Brialy – A bíró és a gyilkos (Le juge et l'assassin) - Charles Denner – Si c'était à refaire - Jacques Dutronc – Mado                                                         |
| 1978 | - Jacques Dufilho – Le Crabe-Tambour - Michel Aumont – Elkényeztetettek (Des enfants gâtés) - Jean-François Balmer – A bűn árnyékában (La menace) - Jean Bouise – Fayard bíró, akit seriffnek hívtak (Le juge Fayard dit Le Shériff) - Philippe Léotard – Fayard bíró, akit seriffnek hívtak (Le juge Fayard dit Le Shériff) |
| 1979 | - Jacques Villeret – Robert és Robert (Robert et Robert) - Claude Brasseur – Egyszerű eset (Une histoire simple) - Jean Carmet – A cukor (Le sucre) - Michel Serrault – A mások pénze (L'argent des autres) |

### 1980-as évek
| Év   | Díjazottak és jelöltek |
| ---- | --- |
| 1980 | - Jean Bouise – Csatár a pácban (Coup de tête) - Michel Aumont – Bátorság, fussunk! (Courage fuyons) - Bernard Giraudeau – A szanitéc (Le toubib) - Bernard Blier – Bűnügyek (Série noire) |
| 1981 | - Jacques Dufilho – A rossz fiú (Un mauvais fils) - Alain Souchon – Szeretlek benneteket (Je vous aime) - Heinz Bennent – Az utolsó metró (Le dernier métro) - Guy Marchand – A vagány (Loulou)                                                                                                   |
| 1982 | - 'Guy Marchand – Őrizetbevétel (Garde à vue) - Jean-Pierre Marielle – Nagytakarítás (Coup de torchon) - Eddy Mitchell – Nagytakarítás (Coup de torchon) - Gérard Lanvin – Női ügyek (Une étrange affaire)                                                                                        |
| 1983 | - Jean Carmet – A nyomorultak (Les misérables) - Gérard Klein – A Sant-Souci-i járókelő (La passante du Sans-Souci) - Michel Jonasz – Qu'est-ce qui fait courir David? - Jean-François Stévenin – Une chambre en ville                                                                            |
| 1984 | - Richard Anconina – Viszlát, Pantin! (Tchao Pantin) - Guy Marchand – Villámcsapás (Coup de foudre) - Bernard Fresson – Főúr! (Garçon !) - Jacques Villeret – Főúr! (Garçon !) - François Cluzet – Gyilkos nyár (L'été meurtrier)                                                                 |
| 1985 | - Richard Bohringer – Végjáték (L'addition) - Lambert Wilson – La femme publique - Fabrice Luchini – Teliholdas éjszakák (Les nuits de la pleine lune) - Bernard-Pierre Donnadieu – Rue barbare - Michel Aumont – Vidéki vasárnap (Un dimanche à la campagne)                                     |
| 1986 | - Michel Boujenah – Három férfi, egy mózeskosár (Trois hommes et un couffin) - Xavier Deluc – On ne meurt que deux fois - Michel Galabru – Metró (Subway) - Jean-Hugues Anglade – Metró (Subway) - Jean-Pierre Bacri – Metró (Subway)                                                             |
| 1987 | - Pierre Arditi – Melodráma (Mélo) - Gérard Darmon – Betty Blue (37°2 le matin) - Jean-Louis Trintignant – La femme de ma vie - Claude Piéplu – Fajankó (Le paltoquet) - Jean Carmet – Négybalkezes (Les fugitifs)                                                                                |
| 1988 | - Jean-Claude Brialy – Les Innocents - Tom Novembre – Zavarodott felügyelő (Agent trouble) - Jean-Pierre Kalfon – A bagoly kiáltása (Le cri du hibou) - Jean-Pierre Léaud – A prostituáltnak álcázott rendőrnő (Les keufs) - Guy Marchand – Noyade interdite                                      |
| 1989 | - Patrick Chesnais – Ártatlan gyönyör (La lectrice) - Alain Cuny – Camille Claudel - Patrick Bouchitey – Az élet egy hosszú, nyugodt folyó (La vie est un long fleuve tranquille) - Jean Reno – A nagy kékség (Le grand bleu) - Jean-Pierre Marielle – Néhány nap velem (Quelques jours avec moi) |

### 1990-es évek
| Év   | Díjazottak és jelöltek |
| ---- | --- |
| 1990 | - Robert Hirsch – Hiver 54, l'abbé Pierre - Jacques Bonnaffé – Baptême - François Cluzet – Force majeure - François Perrot – Az élet és semmi más (La vie et rien d'autre) - Roland Blanche – Túl szép hozzád (Trop belle pour toi) |
| 1991 | - Jacques Weber – Cyrano de Bergerac - Maurice Garrel – A titokzatos lány (La discrète) - Michel Duchaussoy – Milou májusban (Milou en mai) - Michel Galabru – Uranus - Daniel Prévost – Uranus |
| 1992 | - Jean Carmet – Kösz, megvagyok (Merci la vie) - Jean-Claude Dreyfus – Delicatessen - Ticky Holgado – Napjaink félelme (Une époque formidable) - Bernard Le Coq – Van Gogh - Gérard Séty – Van Gogh |
| 1993 | - André Dussolier – Dermedt szív (Un cour en hiver) - Jean Yanne – Indokína (Indochine) - Patrick Timsit – Hétköznapi csetepaté (La crise) - Fabrice Luchini – Casanova visszatér (Le retour de Casanova) - Jean-Pierre Marielle – Mesterfogás (Max et Jérémie)                                                                                                  |
| 1994 | - Fabrice Luchini – Tout ça... pour ça ! - Jean-Pierre Darroussin – Cuisine et dépendances - Jean-Roger Milo – Germinal - Thomas Langmann – Le nombril du monde - Didier Bezace – Profil bas |
| 1995 | - Jean-Hugues Anglade – Margó királyné (La Reine Margot) - Claude Rich – D'Artagnan lánya (La fille de d'Artagnan) - Fabrice Luchini – Chabert ezredes (Le colonel Chabert) - Bernard Giraudeau – Apám életére (Le fils préféré) - Daniel Russo – Kilenc hónap (Neuf mois)                                                                                       |
| 1996 | - Eddy Mitchell – A boldogság a réten van (Le bonheur est dans le pré) - Jean-Hugues Anglade – Nelly és Arnaud úr (Nelly et Mr. Arnaud) - Jean-Pierre Cassel – A szertartás (La cérémonie) - Ticky Holgado – Mintamókus (Gazon maudit) - Michael Lonsdale – Nelly és Arnaud úr (Nelly et Mr. Arnaud)                                                             |
| 1997 | - Jean-Pierre Darroussin – Családi ünnep (Un air de famille) - Jacques Gamblin – Édes őrültség (Pédale douce) - Bernard Giraudeau – Rizsporos intrikák (Ridicule) - Jean Rochefort – Rizsporos intrikák (Ridicule) - Albert Dupontel – Csinálj magadból hőst (Un héros très discret)                                                                             |
| 1998 | - Jean-Pierre Bacri – Megint a régi nóta (On connaît la chanson) - Vincent Pérez – A púpos (Le bossu) - Jean-Pierre Darroussin – Marius és Jeannette (Marius et Jeannette) - Gérard Jugnot – Marthe szerelme (Marthe) - Lambert Wilson – Megint a régi nóta (On connaît la chanson)                                                                              |
| 1999 | - Daniel Prévost – Dilisek vacsorája (Le dîner de cons) - Jacques Dutronc – A Vendôme tér asszonya (Place Vendôme) - Bernard Fresson – A Vendôme tér asszonya (Place Vendôme) - Vincent Pérez – Aki szeret engem, vonatra ül (Ceux qui maiment prendront le train) - Jean-Louis Trintignant – Aki szeret engem, vonatra ül (Ceux qui maiment prendront le train) |

### 2000-es évek
| Év   | Díjazottak és jelöltek |
| ---- | --- |
| 2000 | - François Berleand – Az én szép kis vállalkozásom (Ma petite entreprise) - Jacques Dufilho – C’est quoi la vie ? - André Dussollier – A lápvidék gyermekei (Les enfants du marais) - Claude Rich – Karácsonyi kavarodás (La bûche) - Roschdy Zem – Az én szép kis vállalkozásom (Ma petite entreprise)                                                                                            |
| 2001 | - Gérard Lanvin – Ízlés dolga (Le goût des autres) - Lambert Wilson – A nagymenő (Jet Set) - Emir Kusturica – A sziget foglya (La veuve de Saint-Pierre) - Alain Chabat – Ízlés dolga (Le goût des autres) - Jean-Pierre Kalfon – Saint-Cyr |
| 2002 | - André Dussolier – Tiszti szoba (La chambre des officiers) - Edouard Baer – Betty Fisher és a többiek (Betty Fisher et autres histoires) - Jamel Debbouze – Amélie csodálatos élete (Le fabuleux destin d'Amélie Poulain) - Jean-Paul Roussillon – Egy fecske csinált nyarat (Une hirondelle a fait le printemps) - Rufus – Amélie csodálatos élete (Le fabuleux destin d'Amélie Poulain)         |
| 2003 | - Bernard Le Coq – Csak a szépre emlékezem (Se souvenir des belles choses) - François Cluzet – Ki voltál te? (L'adversaire) - Gérard Darmon – Asterix és Obelix: A Kleopátra-küldetés (Astérix & Obélix: Mission Cléopâtre) - Jamel Debbouze – Asterix és Obelix: A Kleopátra-küldetés (Astérix & Obélix: Mission Cléopâtre) - Denis Podalydès – Szerelmi bonyodalmak (Embrassez qui vous voudrez) |
| 2004 | - Darry Cowl – Nem kell a csók (Pas sur la bouche) - Yvan Attal – Bon voyage - Clovis Cornillac – A sittes (A la petite semaine) - Marc Lavoine – Férfiszív (Le Cœur des hommes) - Jean-Pierre Marielle – A kis Lili (La petite Lili) |
| 2005 | - Clovis Cornillac – Mensonges et trahisons et plus si affinités - François Berléand – Kóristák (Les choristes) - André Dussollier – 36 – Harminchat (36 quai des Orfèvres) - Maurice Garrel – Ha te nem lennél (Rois et Reine) - Jean-Paul Rouve – Pódium (Podium) |
| 2006 | - Niels Arestrup – Halálos szívdobbanás (De battre mon cœur s’est arrêté) - Maurice Bénichou – Rejtély (Caché) - Dany Boon – A gyermek (L’enfant) - Georges Wilson – Tétova tangó (Je ne suis pas là pour être aimé) - Roschdy Zem – A kis hadnagy (Le petit lieutenant) |
| 2007 | - Kad Merad – Köszönöm, jól vagyok (Je vais bien, ne t'en fais pas) - Dany Boon – Botcsinálta nőcsábász (La doublure) - François Cluzet – Ötcsillagos szálloda (Quatre étoiles) - André Dussollier – Senkinek egy szót se! (Ne le dis à personne) - Guy Marchand – Párizsban (Dans Paris) |
| 2008 | - Sami Bouajila – Szemtanúk (Les témoins) - Pascal Greggory – Piaf (La Môme) - Michael Lonsdale – La question humaine - Fabrice Luchini – Molière - Laurent Stocker – Egyedül nem megy (Ensemble, c'est tout) |
| 2009 | - Jean-Paul Roussillon – Karácsonyi történet (Un conte de Noël) - Benjamin Biolay – Stella - Claude Rich – Aide-toi, le ciel t'aidera - Pierre Vaneck – Deux jours à tuer - Roschdy Zem – A monacói lány (La fille de Monaco) |

### 2010-es évek
| Év   | Díjazottak és jelöltek |
| ---- | --- |
| 2010 | - Niels Arestrup – A próféta (Un prophète) - Jean-Hugues Anglade – Hajsza (Persécution) - Joey Starr – Színésznők bálja (Le bal des actrices) - Benoît Poelvoorde – Coco Chanel (Coco avant Chanel) - Michel Vuillermoz – A javulás útján (Le dernier pour la route)                                                            |
| 2011 | - Michael Lonsdale – Emberek és istenek (Des hommes et des dieux) - Niels Arestrup – L'Homme qui voulait vivre sa vie - François Damiens – Szívrablók (L'arnacoeur) - Gilles Lellouche – Apró, kis hazugságok (Les petits mouchoirs) - Olivier Rabourdin – Emberek és istenek (Des hommes et des dieux)                         |
| 2012 | - Michel Blanc – Államérdekből (L'exercice de l'État) - Nicolas Duvauchelle – Polisse - JoeyStarr – Polisse - Bernard Le Coq – La conquête - Frédéric Pierrot – Polisse |
| 2013 | - Guillaume de Tonquédec – Hogyan nevezzelek? (Le prénom) - Samir Guesmi – Camille (Camille redouble) - Benoît Magimel – Cloclo - Claude Rich – Keressétek Hortense-t! (Cherchez Hortense) - Michel Vuillermoz – Camille (Camille redouble)                                                                                     |
| 2014 | - Niels Arestrup – A francia miniszter (Quai d'Orsay) - Patrick Chesnais – Les beaux jours - Patrick D'Assumçao – Idegen a tónál (L'inconnu du lac) - François Damiens – Suzanne - Olivier Gourmet – Az erőmű (Grand Central)                                                                                                   |
| 2015 | - Reda Kateb – Hippokratész (Hippocrate) - Eric Elmosnino – A Bélier család (La famille Bélier) - Guillaume Gallienne – Yves Saint Laurent - Louis Garrel – Saint Laurent - Jérémie Renier – Saint Laurent |
| 2016 | - Benoît Magimel – Fel a fejjel (La tête haute) - Michel Fau – Marguerite – A tökéletlen hang (Marguerite) - Louis Garrel – Az én szerelmem (Mon roi) - André Marcon – Marguerite – A tökéletlen hang (Marguerite) - Vincent Rottiers – Dheepan – Egy menekült története (Dheepan)                                              |
| 2017 | - James Thierrée – Csokoládé (Chocolat) - Gabriel Arcand – Le fils de Jean - Vincent Cassel – Ez csak a világ vége (Juste la fin du monde) - Vincent Lacoste – Egy ágyban Victoriával (Victoria) - Laurent Lafitte – Áldozat? (Elle) - Melvil Poupaud – Egy ágyban Victoriával (Victoria)                                       |
| 2018 | - Antoine Reinartz – 120 dobbanás percenként (120 battements par minute) - Niels Arestrup – Viszontlátásra odafönt (Au revoir là-haut) - Laurent Lafitte – Viszontlátásra odafönt (Au revoir là-haut) - Gilles Lellouche – Eszeveszett esküvő (Le sens de la fête) - Vincent Macaigne – Eszeveszett esküvő (Le sens de la fête) |
| 2019 | - Philippe Katerine – Szabadúszók (Le grand bain) - Jean-Hugues Anglade – Szabadúszók (Le grand bain) - Damien Bonnard – Csak a baj van veled! (En liberté !) - Clovis Cornillac – Cirógatós (Les chatouilles) - Denis Podalydès – Bocsáss meg, kedvesem! (Plaire, aimer et courir vite)                                        |

### 2020-as évek
| Év   | Díjazottak és jelöltek |
| ---- | --- |
| 2020 | - Swann Arlaud – Isten kegyelméből (Grâce à Dieu) - Grégory Gadebois – Tiszt és kém – A Dreyfus-ügy (J’accuse) - Louis Garrel – Tiszt és kém – A Dreyfus-ügy (J’accuse) - Benjamin Lavernhe – Szerelem második látásra (Mon inconnue) - Denis Ménochet – Isten kegyelméből (Grâce à Dieu) |
| 2021 | - Nicolas Marié – Elég a hülyékből (Adieu les cons) - Édouard Baer – Hogyan legyél jó feleség? (La Bonne épouse) - Louis Garrel – ADN - Benjamin Lavernhe – Jó a szamár is (Antoinette dans les Cévennes) - Vincent Macaigne – Szerelmeink (Les Choses qu'on dit, les choses qu'on fait)  |
| 2022 | - Vincent Lacoste – Elveszett illúziók (Illusions perdues) - François Civil – Marseille északi része (BAC Nord) - Xavier Dolan – Elveszett illúziók (Illusions perdues) - Karim Leklou – Marseille északi része (BAC Nord) - Sylvain Marcel – Aline – A szerelem hangja (Aline)           |
| 2023 | - Bouli Lanners – Akkor éjjel (La nuit du 12) - François Civil – Tánc az élet (En corps) - Micha Lescot – Les Amandiers - Pio Marmaï – Tánc az élet (En corps) - Roschdy Zem – Családban marad (L’innocent)                                                                               |
| 2024 | - Swann Arlaud – Egy zuhanás anatómiája (Anatomie d'une chute) - Anthony Bajon – Chien de la casse - Arthur Harari – A Goldman ügy (Le Procès Goldman) - Pio Marmaï – Yannick - Antoine Reinartz – Egy zuhanás anatómiája (Anatomie d'une chute)                                          |
| 2025 | - Alain Chabat – Dübörgő szívek (L'Amour ouf) - David Alaya – Misericordia (Miséricorde) - Bastien Bouillon – Monte Cristo grófja (Le compte de Monte Cristo) - Jacques Develay – Misericordia (Miséricorde) - Laurent Lafitte – Monte Cristo grófja (Le compte de Monte Cristo)          |